# Formicoxenus sibiricus
Formicoxenus sibiricus là một loài kiến thuộc họ Formicidae. Đây là loài đặc hữu của Nga.